# Cataclysme uniformata
Cataclysme uniformata là một loài bướm đêm trong họ Geometridae.